# 이을드름 데미뢰렌

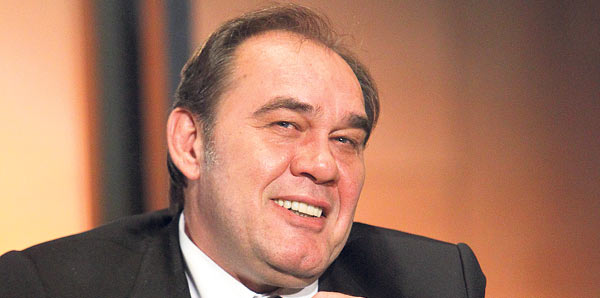

이을드름 데미뢰렌(Yıldırım Demirören, 1964년 터키 이스탄불 ~ )은 터키의 기업인이자 베식타시 JK의 구단주이다.
미국에 유학했으며, 자신이 인수한 베식타시 JK에 1억 유로 이상을 쏟아부었다.